# Lamberg-kastély (Mór)

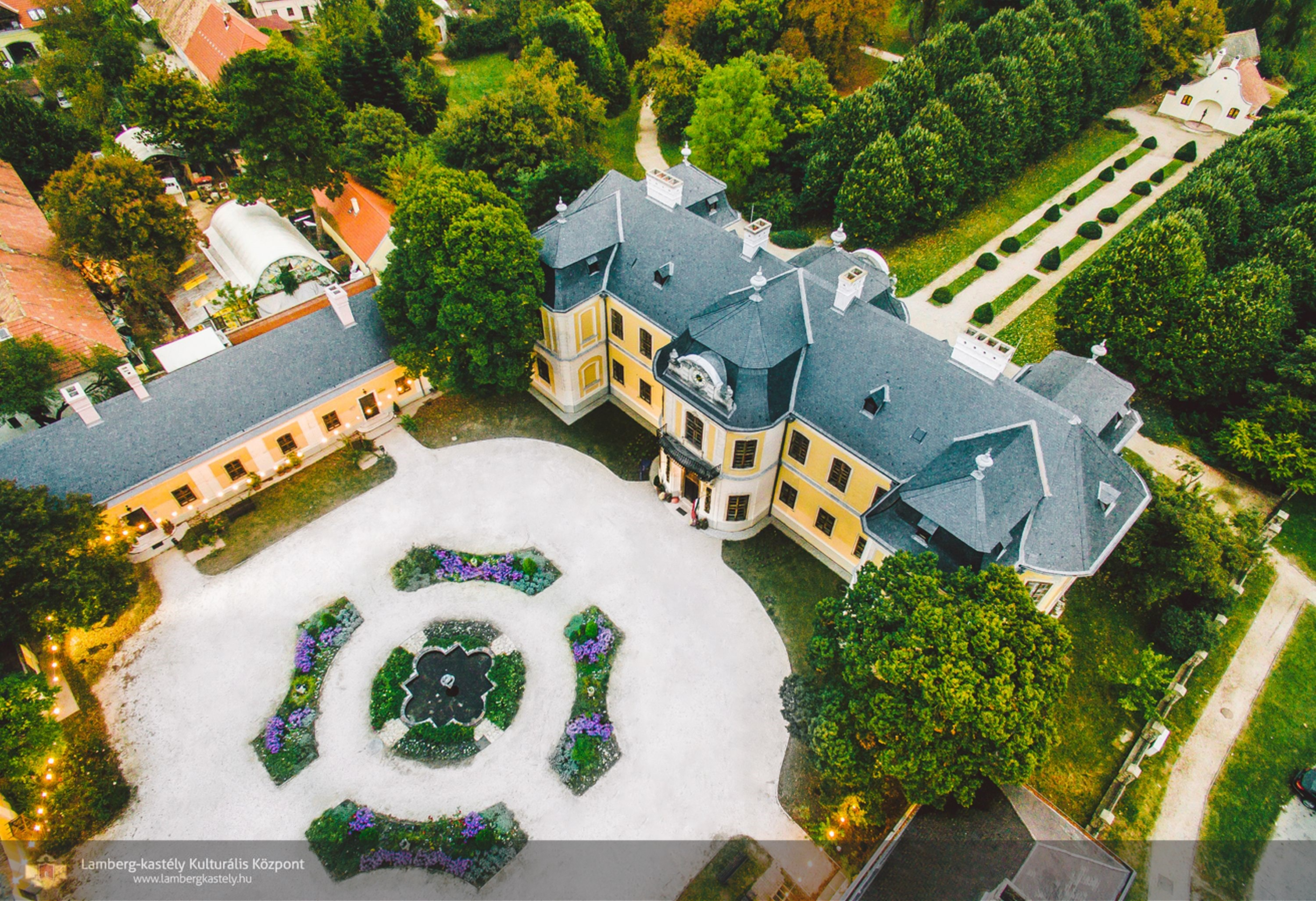
Lamberg-kastély

A Lamberg-kastély egy, a Fejér vármegyei Móron található kastély, mely Fellner Jakab tervei alapján épült 1762 és 1766 között.

## Története
A törökök kiűzése után a volt Móri járást egy Hochburg nevű udvari szállító vásárolta meg, akinek az egyik lányát egy Lamberg nevű gróf, Lamberg Ferenc Antal vette feleségül. A németországi eredetű gróf Lamberg család tagjai közül 1764-ben Lamberg Ferenc Antalt, 1791-ben pedig Lamberg Fülöp Józsefet honosították Magyarországon. A fent említett gróf elhatározta, hogy nyári rezidenciának egy kastélyt építtet Móron. Az általa megbízott építész Fellner Jakab volt, a klasszicizáló késő barokk (copf) stílusú kastély tervezése és 1762 - 1766-ig tartó kivitelezése a méltán híres magyar építész nevéhez fűződik. 1763-ban egy földrengés - a Láncos-kastélyhoz hasonlóan - olyannyira megrongálta a készülő kastélyt, hogy a grófnak egy ideig szüneteltetnie kellett az építkezést. Elkészülte után, az eredeti elképzelés szerint, nyári rezidenciának, illetve vadászkastélynak használták az épületet. 1810-ben ismét földrengés rázta meg az impozáns kastélyt, ekkor két oldalszárnyának nagy részét újjá kellett építeni. A főépületet és a melléképületeket egy-egy íves, zárt folyosóval kötötték össze, az ekkor felépített kőkerítéssel együtt pedig egy zárt udvar alakult ki. A bal oldali melléképület boltozata és falrendszere új, a jobb oldali az eredeti boltozatokat és elrendezést még részben megőrizte.
Az 1848-as forradalom eseményeihez kapcsolódik a móri kastély tulajdonosának, gróf Lamberg Ferenc Fülöp altábornagynak a halála, akit az uralkodó szeptember 25-én királyi biztosnak és katonai főparancsnoknak nevezett ki a forradalom leverésére. Lamberg - naplójának tanúsága szerint - közvetíteni próbált az uralkodóház és a magyar nemzet között, szándékát azonban a forradalmi tömeg félreértette, és szeptember 28-án a pesti hajóhídon felkoncolta. (A köztudatban Lambergről sokáig az az egyoldalú kép élt, amelyet Petőfi Sándor az Akasszátok föl a királyokat című versében kialakított.)
1850-től, Lamberg Ernesztina és Temerini Szécsen Antal gróf házasságkötését követően a Szécsen család lett a kastély tulajdonosa. Majdnem száz évvel később, 1945. március 18-án a szovjetek megérkeztek a kastélyba, a ház urát, Szécsen Miklós grófot megmotozták és a zsebében egy pisztolyt találtak, ami számukra elég ok volt arra, hogy őt és feleségét, Rédei Esterházy Alice grófnőt félreállítsák, majd később agyonlőjék. A szovjet katonák értékeket, kincseket keresve feldúlták a kastélyt. Eközben a levéltárat és a könyvtárt teljesen megsemmisítették. A kastély kifosztva, bútorok nélkül várta, hogy szebb idők következzenek be, ez azonban néhány évtizedig még váratott magára. 1945 után szociális célokra fordították az épületet, falai között szociális bérlakások kaptak helyet, de működött benne idősek otthona és óvoda is. Az 1970-es évek az alapos felújítással teltek, hogy aztán a kastély 1978-ban teret adhasson a közművelődésnek, a könyvtár és a művelődési ház itt történő elhelyezésével.
A belső falakat egykor színpompás falfestések, seccók díszítették. A feltárt töredékek szerint minden bizonnyal tehetséges rokokó festő készítette őket. A felnőtt könyvtár területén, az egykori női szalon falain ma is láthatóak a falfestmények maradványai, és végigsétálhatunk a több mint 250 éves intarziás fa padlón is. Egy vas csigalépcső is innen vezet le a földszintre, az egykori gyerekszobákhoz. Az emeleten megmaradt az eredeti „enfilade"-os elrendezés (a termek olyan elhelyezése, hogy rajtuk a nyitott ajtók során végig lehet tekinteni). A földszinten lévő barokk szoba falain szintén az eredeti, részletgazdag falfestés látható restaurálva, egy másik kiállítóteremben pedig egy 19. századi, romantikus kandalló található. Az épület mindkét szintjén még a hajdani, szépen kidolgozott ajtó- és ablakkeretek vannak, valamint a földszinti ablakok míves vasrácsai is eredetiek. A kőfaragványok közül a kastély környékén sikerült a kerti lépcsőhöz tartozó urnákat megtalálni.

## A Lamberg-kastély Kulturális Központ
A kastély ma a Lamberg-kastély Kulturális Központnak ad otthont. Az emeleten a könyvtár működik, a tágas olvasóteremben irodalmi, kulturális és gyermekeknek szánt programokkal színesítik a palettát. A földszinti tereken a Móri Emléktár és Művészeti kiállítás állandó tárlatai tekinthetők meg. Ennek része a Magyarország első polgári származású miniszterelnökének tiszteletére létrehozott Wekerle Sándor emlékszoba, a közelmúltban restaurált Barokk szoba, mellette pedig az 1993 óta látható Helytörténeti gyűjtemény. A Vasarely-teremben - ami szintén az állandó tárlatok egyike -  31 szerigráfia látható a művész alkotásai közül. A kastély parkjában kialakított Sváb tájház az ide telepített német lakosság életébe enged bepillantani, megtekinthetők az 1900-as évek elejéről származó bútoraik, használati tárgyaik, népviseletük. A gyerekkönyvtárból nyíló szoba dr. Zimmermann Ágoston, móri születésű állatorvos gazdag életpályáját mutatja be, a hat állandó kiállítás így együtt változatos képet fest Mór történetéről és örökségéről.
A földszinti helyiségek egyike az időszaki kiállításoknak ad otthont, ahol helyi és környékbeli művészek alkotásait ismerheti meg a nagyközönség. A többi teremben pedig szakkörök, műhelyek és civil szervezetek tartják foglalkozásaikat. A kulturális központnak fontos része a művelődésszervezés, a kastély és Mór városa számtalan kulturális és szórakoztató programot kínál az év minden szakában.

## A kastélypark
A kastély parkját 1801-ben kibővítették, és Lamberg Fülöp utasítására egy szép angolkertet hoztak létre. A kertben, a kastély hátsó homlokzatával szemben, pontosan középen volt egy kút, amely fölé kis barokk épületet emeltek, az úgynevezett kútházikót. A kastélytól a kútig gesztenyefasort telepítettek. 1803-ban két kapucinus szerzetes mester, Frater Guido és Frater Eugenius a kutat egy vízemelő szerkezettel látta el, amely egy szökőkutat táplált. A kútház kastély felé néző oldalára pedig egy, az angolkertekre jellemző látványosságot helyeztek el. A fal íves bemélyedésében egy kis grottát (mesterséges sziklabarlangot) alakítottak ki cseppkőből. A cseppkövekből kis vízesést formáztak, amelyről a víz egy vörösmárványból épült díszmedencébe folyt alá. A vízeséshez a kút vizét szintén a szivattyú szállította. A kastély első udvara ma is őriz emléket ebből az időszakból, mivel az ott elhelyezett vörösmárvány ülőpad valószínűleg az angolkerti díszmedencéhez tartozott.
Az egykori kis vízesés helyén pedig ma ivókút található, mely Nagy Benedek és Korompai Péter szobrászművész alkotása. Ennek fontos része a bukfencező, kezében íjat tartó angyalt ábrázoló szobor. A II. Világháború után romos állapotúvá vált kútházat 1980-82 között építették újjá. A szépen helyreállított épület ma Kováts Judit fazekasmester műhelyeként funkcionál. A kertet 1990-től a Képző- és Iparművészeti Szabadiskola Alapítvány gondozza. A kastélyparkot szobrok díszítik, és itt található a Zenepavilon, amelyben nyaranta zenei esteket, koncerteket, szabadtéri előadásokat, sőt esküvőket is szerveznek. Mellette áll az a francia juharfa, amely a fajta legnagyobb magyarországi példánya. A gyerekek kedvence a halastó, illetve a park másik oldalán lévő kovácsoltvas madárház, amelyben kakas, tyúkok és galambok élnek. A madárház kovácsoltvas elemeit az 1995-ben Móron rendezett kovácstalálkozó résztvevői készítették Ecsedi Mária grafikus tervei alapján. A Diós Tibor vezetésével végzett alkotó munkában Miklós Attila és Eigelt Róbert vettek még részt, akik az érdekes mintázatú kovácsolt elemekbe saját monogramjukat is beillesztették.

## További képek
A kastély, a könyvtár, a barokk szoba és a sváb tájház
Források
- Lamberg-kastély Archiválva 2018. november 29-i dátummal a Wayback Machine-ben
- Tourinform
- Vendégváró
- Kastélylexikon